# 119 Althaea
119 Althaea este un asteroid din centura principală, descoperit pe 3 aprilie 1872, de James C. Watson.